# Poaló
La parroquia San José de Poaló se encuentra ubicada al oeste del Cantón Latacunga provincia Cotopaxi país Ecuador, donde se ha identificado 3 zonas agroecológicas diferentes, una es la parte del bajío, donde el maíz, alfalfares y el capulí es lo característico, mientras se sube a las laderas que sería la parte media en cambio se pasa a contemplar lotes pequeños de cebada, arveja, arbustos y algo de vegetación nativa y zonas erosionadas.

Llegando a la zona alta en cambio el panorama cambia, pues se trata de planicies onduladas, laderas cubiertas o no por pajonal más o menos alto, desde donde se conduce el agua para las comunidades y barrios de la parroquia.

Poaló se halla entre 00º51 07” y 00º54 45” de latitud Sur y de acuerdo al meridiano de Quito está entre 00º 08 21” y 00º17 28” de longitud oeste.

La temperatura media en la zona es de 9 a 18 °C, aunque existen temperatura extremas en ciertas mañanas de los meses de noviembre, diciembre, febrero y
agosto que llegó a menos 7 °C en el año 2005.

Por la altitud y la formación vegetal y en función de datos de zonas agroecológicamente similares estas zonas receptan de 500 a 1.500 mm de precipitación por año, distribuido en los meses de septiembre de noviembre y de enero a mayo.

Para llegar al centro parroquial se toma la vía Latacunga - Pujilí y en el kilómetro 3, en el sector de los hornos, se toma a la derecha en la vía asfaltada hacia la parroquia 11 de noviembre y luego de unos 900 metros se vuelve a tomar a la derecha y se llega a la cabecera parroquial Poaló, donde se encuentra la sede de la Junta parroquial en un local de la casa Indígena, cedido por la organización COCIP.(Corporación de Organizaciones Campesinas e Indígenas de Poaló)